# إي إم برونر
إستر إم برونر، المعروفة باسم إي إم برونر (8 يوليو 1927-21 يونيو 2011) مؤلفة يهودية أمريكية نسوية.

## الحياة الشخصية
التحقت برونر بجامعة واين ستيت وحصل على درجة البكالوريوس في علم الاجتماع ودرجة الماجستير في الكتابة الإبداعية.حصلت على درجة الدكتوراه في الدين من معهد وجامعة الاتحاد. عادت برونر إلى واين ستيت لتدريس اللغة الإنجليزية ودرّست أيضًا في كلية سارة لورانس.
كانت متزوجة من روبرت برونر، صانع طباعة ورسام، ولديهما أربعة أطفال معًا.

## حياة مهنية
في عام 1976، أقيمت أول سيدر لعيد الفصح للنساء فقط في شقة برونر بمدينة نيويورك بقيادة 13 امرأة، بما في ذلك غلوريا ستاينم وليتي كوتين بوجريبين وفيليس تشيسلر. أنشأت برونر ونعومي نمرود هاجادية نسائية لاستخدامها في هذا السيدر. في ربيع عام 1976، نشرت برونر «هاجادية المرأة» في مجلة السيدة، ونشرتها لاحقًا في شكل كتاب في عام 1994؛ ويقصد بهذه الهاجادة أن تشمل النساء حيث تم ذكر الرجال فقط في الهجادات التقليدية، وهي تعرض النساء الحكيمات، والبنات الأربع، وأسئلة النساء، وأوبئة النساء، و «دايينو» المتمحور حول المرأة.  يقام السدر النسائي الأصلي مع هاجادا النسائي كل عام منذ عام 1976، وتحتفظ بعض التجمعات أيضًا بالسيدرز المخصصة للنساء فقط. قادت برونر سيارة سيدر النسائية الأصلية لمدة 30 عامًا. تم إعلانها كمرأة رائعة من قبل مؤسسة المرأة الخارقة لعملها في الطقوس اليهودية النسوية. أوراقها محفوظة في جامعة برانديز.

## عملها
برونر، إي إم (1985). نسج المرأة. مطبعة جامعة إنديانا. ردمك 978-0253203540.
«ذكريات الجسد» و «الجلوس شيفا من أجل حب ضائع» في أومانسكي، إلين إم. أشتون، ديان، محرران. (1992). أربعة قرون من روحانية المرأة اليهودية: كتاب مرجعي. بوسطن: مطبعة بيكون. ردمك 9780807036136.
- ؛ نمرود، نعومي (1993). الحكي: قصة مجموعة من النساء اليهوديات اللائي سافرن إلى الروحانيات من خلال المجتمع والاحتفال. هاربر سان فرانسيسكو. ردمك 9780060608170.
- ؛ نمرود، نعومي (1994). هجادية النساء. هاربر سان فرانسيسكو. ردمك 9780060611439.
- (1994). الصباح والحداد: مجلة كاديش. هاربر سان فرانسيسكو. ردمك 9780060610715.
كتب برونر أيضًا نصوصًا إذاعية للإذاعة والمسرحيات الوطنية العامة. عرضت أعمالها الموسيقية «هيغينسون: حياة أمريكية» لأول مرة في 17 يونيو 2005 على مسرح أوبرا ميتشجان (برونر، كتاب وكلمات، مورت زيف، موسيقى).